# Бронепалубные крейсера типа «Линуа»
Бронепалубные крейсера типа «Линуа» — серия крейсеров III класса французского флота, построенная в 1890-х гг. Стали версией крейсеров типа «Форбин», от которых имели незначительные отличия. Всего было построено 3 единицы: «Линуа» (фр. Linois), «Галиле» (фр. Galilee), «Лавуазье» (фр. Lavoisier). Предназначались для службы в колониях. Дальнейшим развитием крейсеров III класса стал тип «Д’Эстре» (фр. D'Estrees).

## Конструкция

### Корпус

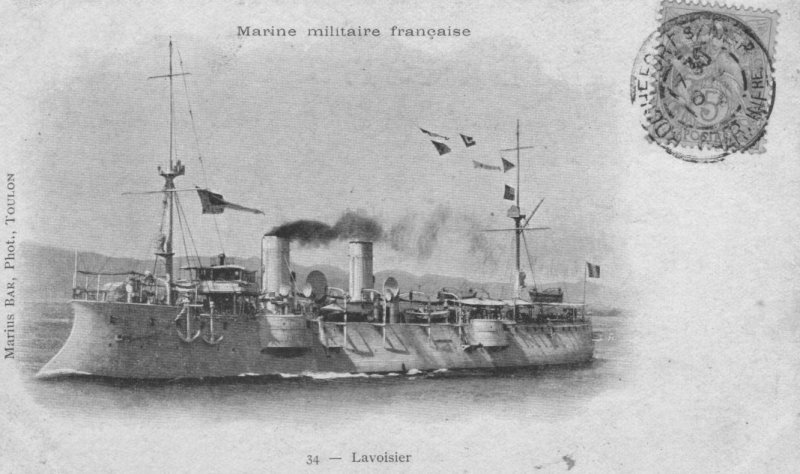
Бронепалубный крейсер «Лавуазье».

Крейсера типа «Линуа» имели типичный для французских военных кораблей того времени корпус, с длинным, плугообразным тараном и заваленными вверх бортами. От крейсеров типа «Трюде» они отличались более высоким надводным бортом, прямыми трубами и двумя далеко разнесёнными мачтами. Этот тип также стал объектом экспериментов с котельной установкой, благодаря чему все три крейсера отличались по размерам.

### Силовая установка
Головной крейсер проекта имел цилиндрические огнетрубные котлы в количестве 6 единиц. Прочие крейсера получили по 16 водотрубных котлов системы Бельвиля. Запас угля колебался от 339 тонн на «Линуа» до 400 тонн на остальных. «Лавуазье» при этом получил смешанную систему отопление котлов, как углём, так и нефтью.

### Бронирование
Основой бронирования крейсеров типа «Линуа» была карапасная броневая палуба, простиравшаяся на всю длину корпуса. Поверх неё традиционно располагались коффердамы. Ниже броневой палубы, над главными механизмами имелась ещё и лёгкая противоосколочная палуба. Броневое прикрытие получила и артиллерия. 138-мм орудия имели броневые щиты толщиной 75 мм, 100-мм орудия — 50 мм. Кроме того имелась и небольшая боевая рубка, прикрытая 125 мм бронёй.

### Вооружение
Главный калибр крейсеров был представлен четырьмя 138,6-мм орудиями образца 1893 года. Это была вполне современная скорострельная пушка с длиной ствола 45 калибров. Орудие весило 4465 кг и стреляло снарядами весом 30 кг, с начальной скоростью 770 м/с. С принятием на вооружение более тяжёлых снарядов весом 35 кг, начальная скорость уменьшилась до 730 м/с. От более ранней модели 1891 года орудие отличалось утяжелённым стволом и раздельным заряжанием. Последнее было введено в связи с жалобами комендоров на чрезмерный вес унитарного патрона. Скорострельность достигала 5 выстрелов в минуту. Эти орудия располагались в бортовых спонсонах в центральной части корабля и имели хорошие углы обстрела.
Второй калибр был представлен 100-мм орудиями образца 1891 года с длиной ствола 45 калибров. При массе снаряда 14 кг, начальная скорость составляла 740 м/с. Впоследствии появились утяжелённые снаряды, а начальная скорость их упала до 710 м/с. Скорострельность орудия достигала 9 выстрелов в минуту. Два таких орудия располагались в палубных щитовых установках, в носовой и кормовой оконечностях корабля соответственно.

## Служба
- «Линуа» — заложен в октябре 1892 года на частной верфи Forges et Chantiers de la Mediterranee в Ла-Сене, спущен 30 января 1894 года, в строю с 1895 года. Списан и сдан на слом в 1910 году.
- «Галиле» — заложен в 1893 году на верфи ВМФ в Рошфоре, спущен 28 апреля 1896 года, в строю с 1897 года. Списан и сдан на слом в 1911 году.
- «Лавуазье» — заложен в январе 1895 года на верфи ВМФ в Рошфоре, спущен 17 апреля 1897 года, в строю с апреля 1898 года. Во время Первой мировой войны нёс стационерскую службу на Средиземном море. Разоружён в 1919 году, списан и сдан на слом в 1920 году.[2]

## Оценка проекта
Вдохновитель идеи малых бронепалубных крейсеров Гиацинт Об считал их идеальными разведчиками и истребителями вражеской торговли. Однако реальные боевые качества французских бронепалубных крейсеров III класса невысоко оценивались уже современниками. Несмотря на внешне грозный вид они страдали множеством недостатков. Вооружение крейсеров оказалось очень слабым, особенно с учётом размещения артиллерии основного калибра, позволявшее вести огонь на борт лишь половиной стволов. Стрельба на максимальной скорости не представлялась возможной из-за сильной вибрации корпуса и машин, грозившей авариями. Сама же скорость около 20 узлов по меркам 1890-х годов отнюдь не гарантировала безопасности. Ввиду этого, наличие огромного тарана у крейсеров представлялось совершенно бессмысленным, так как крейсера наверняка были бы остановлены при попытке таранного удара вражеской артиллерией.
Вероятно единственной возможностью использовать эти крейсера с пользой в серьёзной войне — применение их в качестве минных заградителей, так как почти все эти крейсера имела возможность нести до 150 морских мин. Но к моменту вступления Франции в Первую мировую войну её оставшиеся в строю бронепалубные крейсера III класса уже успели безнадёжно устареть.